# Катрей
Катре́й (др.-греч. Κατρεύς) — в древнегреческой мифологии сын Миноса и Пасифаи (или Креты), наследовавший отцу на острове Крит. Отец Алфемена, Апемосины, Климены и Аэропы.
Так как оракул предсказал Катрею, что он погибнет от руки сына, то его сын Алфемен (Алтемен) добровольно удалился на остров Родос. На старости лет Катрей поехал на Родос за Алфеменом, но, выйдя на берег, вступил в спор с пастухами. Алфемен явился на помощь пастухам и, не зная, кто перед ним, убил отца, бросив дротик. Узнав, что он сделал, Алфемен с горя умер (или же его поглотила земля).
Для похорон Катрея на Крит прибыл Менелай, и в это время Парисом была похищена Елена.
Кроме того, Катрей — мифическая птица, которая предвещает дождь.